# Quim Pelegrí i Pinyes
Quim Pelegrí i Pinyes   (Barcelona, 3 de juny de 1954 - 24 d'abril de 2025) fou un activista polític independentista català, militant i fundador de Terra Lliure.

## Biografia
Nascut el 3 de juny de 1954 a Barcelona, fruit del matrimoni d'en Joaquim i na Josepa, tingué per germà en Ramon. Cursà estudis superiors a la Universitat de Barcelona, es llicencià en ciències biològiques i va treballar al Parc Zoològic.
Fou militant del Partit Socialista d'Alliberament Nacional Provisional i el primer empresonat, el 1979, de l'organització armada Terra Lliure, de la qual n'havia estat un dels impulsors l'any abans. Va estar a punt de perdre la vida en dues ocasions el 1979: el 26 de gener, quan la policia espanyola assassinà a trets Martí Marcó, i el 2 de juny, quan Fèlix Goñi morí en acció. Va passar més de tres anys a la presó: primer a la presó Model, després a Carabanchel i, finalment, al penal de Segòvia. En paral·lel, també milità al moviment ecologista dels Països Catalans, concretament a la Lliga per a la Defensa del Patrimoni Natural i a la Taula Antinuclear i Ecologista de Catalunya.
Fou autor del llibre Rotxec. Història etimològica i complementària de l'independentisme combatiu i revolucionari, publicat el 2013 per Edicions del 1979, on donà testimoni en 642 pàgines, en qualitat de militant de base, de la història de l'Esquerra Independentista des de finals de la dècada de 1970 fins a mitjans de 1980 en el seu «enfrontament total amb l'estat», del debat entorn de la violència política arran de la no acceptació del marc autonòmic i de la gènesi de Terra Lliure a través de les pròpies vivències. Morí el 24 d'abril de 2025, als 70 anys. El seu funeral es realitzà el 25 d'abril a les 18 h al tanatori litoral de Sant Adrià de Besòs.
| «              | Els morts independentistes són l'exemple més clar que la nostra lluita era de veres, i aquest fet té un gran valor per si mateix. I si a més varen ajudar a transmetre la idea que aquesta lluita era possible, i això ha fet créixer exponencialment el nombre d'independentistes, efectivament té un gran valor. | » |
| — Quim Pelegrí | |   |